# Selaginella lacerata
Selaginella lacerata är en mosslummerväxtart som beskrevs av Otto Warburg. Selaginella lacerata ingår i släktet mosslumrar, och familjen mosslummerväxter. Inga underarter finns listade i Catalogue of Life.